# 善勝寺流
善勝寺流（ぜんしょうじりゅう）は、藤原北家藤原顕季の公家の一流である。

## 概要
善勝寺流の祖とされている人物は藤原北家初代房前の息子魚名の九代孫、藤原顕季である。元々顕季の先祖である藤原末茂の家からは光孝天皇の母方の従弟であった中納言・藤原有穂を除き公卿となった者が居らず、代々受領を務める中級貴族に過ぎなかった。しかし母の藤原親子が白河天皇の乳母であったことから信任は厚く、二十九歳時顕季は正四位下に昇進、また閑院流藤原実季の養子となったことや、顕季の孫娘得子が鳥羽天皇の皇后となり、その子が近衛天皇として即位したことによって、やがて彼は邸宅六条殿が白河院の院庁となるほどの権勢を誇った。
やがて顕季は従三位に昇進、末茂の子孫として二百年ぶりの公卿となり、その子長実・家保・顕輔もまた院の近臣として活躍、彼を祖とする家は六条藤家、家系を善勝寺流とされ、四条家を始めとする七家の羽林家を輩出した。